# Carnegie Hill
Carnegie Hill é um bairro dentro do Upper East Side, em Manhattan, em Nova York. Seus limites se estendem desde a 86th Street, a sul, a 96th Street ao norte, além da Quinta Avenida (Central Park), a oeste, e a terceira avenida, a leste, até o número 98 da Avenida Park. O bairro faz parte de Manhattan Community Board 8. Carnegie Hill é amplamente considerada como uma das mais prestigiadas áreas residenciais do Upper East Side.

## História
O bairro é tem esse nome por causa da mansão que Andrew Carnegie construiu na Quinta Avenida com a Rua 91 em 1901. Hoje, a mansão pertence ao Cooper-Hewitt National Design Museum, um ramo da Smithsonian Institution. Na 91th Street fica a Casa de Otto Kahn, um palácio de Florença, que hoje abriga o Convento do Sagrado Coração. Uma série de outras moradias na área foram convertidos para escolas, incluindo a recente aquisição da Goadby William Baker e Florença Loew, a Câmara da 93th Street  pela Escola Spence. O Lycée Français, instalado no antigo Virginia Graham Feira Vanderbilt, realizou um espaço adicional no sobrado 93 entre a Quinta e a Madison Avenue até [[2005, quando a propriedade foi vendida a um proprietário privado.
A arquitetura do bairro inclui prédios de apartamentos ao longo de Park Avenue e da Quinta Avenida, casas em ruas ao lado, condomínios, cooperativas e um punhado de mansões, algumas das quais são utilizadas por organizações como a Cooper-Hewitt Museum, o Museu Judaico, a Academia Nacional de Design e a Escola de Dalton. A partir da década de 1950 para 1991, a National Audubon Society foi abrigada na Casa Straight Willard, um sobrado de tijolos vermelhos Colonial Revival em no número 1130 da Quinta Avenida. Quando se mudou para NoHo, funcionou ali o International Center of Photography, que mas mais tarde mudou-se para consolidar suas operações em Midtown perto de Bryant Park. Em 2001, voltou a ser uma residência privada. Em 1989, o Museu Judaico demoliu sua parcela modernista de 1963 e o pátio, substituindo-o com uma extensão nova, inaugurada em 1993, que imita os detalhes góticos franceses da Mansão Warburg, a casa do museu desde 1947. O calcário foi trabalhado em Morningside Heights, no Stoneworks Catedral.
Semelhante às linhas oficiais da zona histórica, as fronteiras do bairro formam um retângulo irregular  e o limite norte, que tradicionalmente era a 96th Street, se transformou no que hoje é conhecido tradicionalmente como o Harlem espanhol. Este bairro da zona norte já foi visto como um dos menos nobres do East Side, mas agora é valorizado pela sua sensibilidade estética, museus e restaurantes. Além disso, Andrew Carnegie, Marjorie Merriweather Post, Rockefeller Margaret Forte e John Hay Whitney possuem casas ao norte da Rua 90.

## Preservação
O Carnegie Hill Historic District, designado como tal pela Comissão de Preservação Marcos de 23 de julho de 1974 e depois ampliado em 21 de dezembro de 1993, é executado a partir da rua 86, no sul até o norte da Rua 98, no norte. A sua fronteira ocidental é o Central Park, e sua fronteira leste varia desde a Madison Avenue, e em algumas regiões mais ao leste da Lexington Avenue. Há esforços para expandir esse distrito, a fim de proteger alguns monumentos, incluindo o 179 East 93 Street. Os defensores incluem também a Rua 93 pela beleza, apoaidos por moradores Carnegie Hill, cuja organização busca preservar o meio ambiente de uma vila, impulsionados éça criação da área histórica e adeptos ao bem-estar. Em seus mais de 30 anos de funcionamento, suas batalhas bem divulgadas têm incluído advogar contra um centro de educação de adultos perto da 92nd Street, além de planos para mais prédios de apartamentos. In its more than thirty years of operation, its well-publicized battles have included advocating against an adult education center near the 92nd Street Y, plans for more high rise apartments and additions to existing brownstones.